# مقاطعة بيشنزة

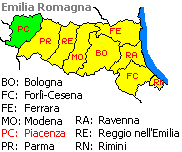
موقع مقاطعة بياتشنسا

مقاطعة بِيَشِنزة أو بِيَتْشِنزا أو (نقحرة: بياتشنزا) (بالإيطالية: Provincia di Piacenza)‏، مقاطعة إيطالية بإقليم إميليا رومانيا، عدد سكانها 278.366 نسمة، ومساحتها 2589 كيلومتر مربع وبها 48 بلدية، عاصمتها مدينة بِيَشِنزة. يحدها شمالا وغرب إقليم لُمبردية (مقاطعة لودي ومقاطعة كرمونة ومقاطعة بابية)، وغربا إقليم بيمنتة (مقاطعة ألساندريا)، ومن الشرق مقاطعة بارما، وجنوبا إقليم لِغُرية (مقاطعة جنوة).